# اندیس کرومیت چاه جنگونا
کرومیت چاه جنگونا یک اندیس فلزی است که در حوالی شهر رندان استان سیستان و بلوچستان قرار دارد و مادهٔ معدنی موجود در آن، کرومیت است.سنگ میزبان این اندیس پریدوتیت تکتونیزه و آلتره است و دیرینگی آن به دوران کرتاسه بالایی می‌رسد. 